# 黑鱼泡镇
黑鱼泡镇，是中华人民共和国吉林省白城市镇赉县下辖的一个乡镇级行政单位。

## 行政区划
黑鱼泡镇下辖以下地区：
黑鱼泡村、大围子村、腰围子村、三家子村、来明村、嘎海村、胡立台村、报马吐村、索龙村、二龙村、岔台村、包金台村、他四海村、棉西村、大河村和哈拉村。